# Río Manas
El río Manas o Manasi (en chino tradicional, 瑪納斯河; en chino simplificado, 玛纳斯河; pinyin, mǎnàsī hé) es un río del interior de China que discurre por el sur de la cuenca de Zungaria, en la región autónoma uigur de Sinkiang, en el noroeste del país. Tiene una longitud de 402 km, drena una pequeña cuenca endorreica de 4056 km², y tiene un caudal en el piedemonte de 34 m³/s.
El río Manas nace en la cordillera Borochoro, en la confluencia de varios ríos. Fluye en dirección norte a través de las montañas situadas en la parte oriental de la gran cordillera de las Tian Shan, el más largo y caudaloso de la vertiente septentrional de esa cordillera. En la parte alta es un río natural de montaña, que fluye rápido a través de un valle profundo y estrecho. Llega después a la cuenca de Zungaria, donde se ralentiza y fluye a través de la ciudad de Shihezi. Luego se ha represado en el embalse de Jiahezi. El río desaparece después de la presa en las áridas tierras del desierto de Gurbantunggut.
Históricamente, el río Manas lograba cruzar una gran parte del Gurbantunggut, y terminaba en el lago Manas; su longitud entonces era de unos 450 km de largo. Sin embargo, debido a la desviación de agua para el riego y otras necesidades, el agua del río Manas no ha logrado alcanzar el lago desde 1960, y el lago se ha secado.
Numerosos embalses se han construido en el río Manas y los arroyos conectados en el área de la Ciudad de Shihezi - condado de Manas, incluyendo el embalse de Jiahezi (夹河子水库， Jiāhézi shuǐkù). Los embalses y canales forman un extenso sistema de riego en la zona.
El río es alimentado principalmentepor el agua de la fusión de los glaciares y, en menor medida por la nieve, la lluvia y las aguas subterráneas. La época de aguas altas se produce en verano, cuando la intensidad del deshielo de los glaciares aumenta.